# Sanne Mieloo
Sanne Mieloo (Zwolle, 14 augustus 1985) is een Nederlandse actrice en zangeres.

## Jeugd
Mieloo groeide op in Bergen op Zoom. Ze ging daar naar het Mollerlyceum en studeerde vervolgens aan het Conservatorium van Tilburg.

## Biografie
Mieloo was onder andere te zien in Tarzan als Kala en in het ensemble. Daarnaast was ze te zien in Tanz der Vampire in Oberhausen en Stuttgart, in het ensemble en als Magda, in Sister Act in Hamburg, in Elisabeth (musical) in Duitsland, Italië, Zwitserland en Japan, en als Vivienne Kensington in Legally Blonde in Wenen.
In 2019 speelt ze in Mamma Mia! als deel van het ensemble en cover voor Tanja en Donna.

## Groepen
- Grandview Avenue (sinds 2014)
- Guinevere
- Nemesea (sinds 2017)[2].